# Pyxine coralligera
Pyxine coralligera är en lavart som beskrevs av Malme. Pyxine coralligera ingår i släktet Pyxine och familjen Physciaceae.   Inga underarter finns listade i Catalogue of Life.